# Piotr Czachowski
Piotr Czachowski (ur. 7 listopada 1966 w Warszawie) – polski piłkarz, występujący na pozycji obrońcy. Jest wychowankiem Okęcia Warszawa. Z Legią Warszawa zdobył w 1994 mistrzostwo Polski. Obecnie jest współkomentatorem w Eleven Sports i Polsacie Sport.
Od 1982 grał w reprezentacji Polski juniorów. W 1986 zadebiutował w pierwszej jedenastce Stali Mielec, gdzie zagrał 115 meczów w ekstraklasie, zdobywając 2 gole, i sezon w II lidze. W 1990/1991 przeszedł do Legii Warszawa. W 1991 roku tygodnik „Piłka Nożna” wybrał go piłkarzem roku w Polsce. W 1992 roku przeszedł z Zagłębia Lubin do włoskiego Udinese Calcio. Następnie powrócił do kraju, aby w barwach Legii przyczynić się do zdobycia przez nią tytułu mistrzowskiego (2 występy w rundzie jesiennej). Później występował w szkockim Dundee F.C., a następnie w ekstraklasowym ŁKS Łódź. W latach 2002–2006 (z przerwą w 2005) grał w MKS Piaseczno.

## Kariera reprezentacyjna
W reprezentacji zadebiutował 23 sierpnia 1989 w meczu z ZSRR (1:1). Rozegrał w niej w sumie 45 meczów, strzelając 1 gola (w meczu z Irlandią w 16 października 1991 roku). 34 mecze towarzyskie. Nigdy nie zagrał z kadrą na wielkiej imprezie.